# Llista d'asteroides/85901–86000
| Nom     | Designació provisional | Data de descobriment | Lloc de descobriment | Descobridor/s                    |
| ------- | ---------------------- | -------------------- | -------------------- | -------------------------------- |
| 85901 - | 1999 CM66              | 12 de febrer, 1999   | Socorro              | LINEAR                           |
| 85902 - | 1999 CS66              | 12 de febrer, 1999   | Socorro              | LINEAR                           |
| 85903 - | 1999 CD70              | 12 de febrer, 1999   | Socorro              | LINEAR                           |
| 85904 - | 1999 CH70              | 12 de febrer, 1999   | Socorro              | LINEAR                           |
| 85905 - | 1999 CY73              | 12 de febrer, 1999   | Socorro              | LINEAR                           |
| 85906 - | 1999 CT74              | 12 de febrer, 1999   | Socorro              | LINEAR                           |
| 85907 - | 1999 CV83              | 10 de febrer, 1999   | Socorro              | LINEAR                           |
| 85908 - | 1999 CE85              | 10 de febrer, 1999   | Socorro              | LINEAR                           |
| 85909 - | 1999 CJ85              | 10 de febrer, 1999   | Socorro              | LINEAR                           |
| 85910 - | 1999 CZ86              | 10 de febrer, 1999   | Socorro              | LINEAR                           |
| 85911 - | 1999 CY91              | 10 de febrer, 1999   | Socorro              | LINEAR                           |
| 85912 - | 1999 CL93              | 10 de febrer, 1999   | Socorro              | LINEAR                           |
| 85913 - | 1999 CQ94              | 10 de febrer, 1999   | Socorro              | LINEAR                           |
| 85914 - | 1999 CM95              | 10 de febrer, 1999   | Socorro              | LINEAR                           |
| 85915 - | 1999 CU97              | 10 de febrer, 1999   | Socorro              | LINEAR                           |
| 85916 - | 1999 CT98              | 10 de febrer, 1999   | Socorro              | LINEAR                           |
| 85917 - | 1999 CV98              | 10 de febrer, 1999   | Socorro              | LINEAR                           |
| 85918 - | 1999 CD100             | 10 de febrer, 1999   | Socorro              | LINEAR                           |
| 85919 - | 1999 CH100             | 10 de febrer, 1999   | Socorro              | LINEAR                           |
| 85920 - | 1999 CJ100             | 10 de febrer, 1999   | Socorro              | LINEAR                           |
| 85921 - | 1999 CV101             | 10 de febrer, 1999   | Socorro              | LINEAR                           |
| 85922 - | 1999 CB103             | 12 de febrer, 1999   | Socorro              | LINEAR                           |
| 85923 - | 1999 CF105             | 12 de febrer, 1999   | Socorro              | LINEAR                           |
| 85924 - | 1999 CM107             | 12 de febrer, 1999   | Socorro              | LINEAR                           |
| 85925 - | 1999 CV109             | 12 de febrer, 1999   | Socorro              | LINEAR                           |
| 85926 - | 1999 CV115             | 12 de febrer, 1999   | Socorro              | LINEAR                           |
| 85927 - | 1999 CQ117             | 12 de febrer, 1999   | Socorro              | LINEAR                           |
| 85928 - | 1999 CB120             | 11 de febrer, 1999   | Socorro              | LINEAR                           |
| 85929 - | 1999 CJ122             | 11 de febrer, 1999   | Socorro              | LINEAR                           |
| 85930 - | 1999 CL122             | 11 de febrer, 1999   | Socorro              | LINEAR                           |
| 85931 - | 1999 CK123             | 11 de febrer, 1999   | Socorro              | LINEAR                           |
| 85932 - | 1999 CS141             | 10 de febrer, 1999   | Kitt Peak            | Spacewatch                       |
| 85933 - | 1999 CO146             | 9 de febrer, 1999    | Kitt Peak            | Spacewatch                       |
| 85934 - | 1999 CF148             | 10 de febrer, 1999   | Kitt Peak            | Spacewatch                       |
| 85935 - | 1999 CG149             | 13 de febrer, 1999   | Kitt Peak            | Spacewatch                       |
| 85936 - | 1999 CH149             | 13 de febrer, 1999   | Kitt Peak            | Spacewatch                       |
| 85937 - | 1999 DL1               | 17 de febrer, 1999   | Socorro              | LINEAR                           |
| 85938 - | 1999 DJ4               | 24 de febrer, 1999   | Socorro              | LINEAR                           |
| 85939 - | 1999 DN5               | 17 de febrer, 1999   | Socorro              | LINEAR                           |
| 85940 - | 1999 DS8               | 18 de febrer, 1999   | Anderson Mesa        | LONEOS                           |
| 85941 - | 1999 DC9               | 18 de febrer, 1999   | Haleakala            | NEAT                             |
| 85942 - | 1999 EB6               | 12 de març, 1999     | Kitt Peak            | Spacewatch                       |
| 85943 - | 1999 EJ7               | 12 de març, 1999     | Kitt Peak            | Spacewatch                       |
| 85944 - | 1999 EM7               | 12 de març, 1999     | Kitt Peak            | Spacewatch                       |
| 85945 - | 1999 EB8               | 12 de març, 1999     | Kitt Peak            | Spacewatch                       |
| 85946 - | 1999 EJ8               | 14 de març, 1999     | Kitt Peak            | Spacewatch                       |
| 85947 - | 1999 ET11              | 12 de març, 1999     | Socorro              | LINEAR                           |
| 85948 - | 1999 EP13              | 10 de març, 1999     | Kitt Peak            | Spacewatch                       |
| 85949 - | 1999 EX14              | 10 de març, 1999     | Prescott             | P. G. Comba                      |
| 85950 - | 1999 FQ7               | 20 de març, 1999     | Socorro              | LINEAR                           |
| 85951 - | 1999 FX9               | 22 de març, 1999     | Anderson Mesa        | LONEOS                           |
| 85952 - | 1999 FW12              | 18 de març, 1999     | Kitt Peak            | Spacewatch                       |
| 85953 - | 1999 FK21              | 24 de març, 1999     | Socorro              | LINEAR                           |
| 85954 - | 1999 FY23              | 19 de març, 1999     | Socorro              | LINEAR                           |
| 85955 - | 1999 FB29              | 19 de març, 1999     | Socorro              | LINEAR                           |
| 85956 - | 1999 FT35              | 20 de març, 1999     | Socorro              | LINEAR                           |
| 85957 - | 1999 FZ38              | 20 de març, 1999     | Socorro              | LINEAR                           |
| 85958 - | 1999 FU42              | 20 de març, 1999     | Socorro              | LINEAR                           |
| 85959 - | 1999 FV42              | 20 de març, 1999     | Socorro              | LINEAR                           |
| 85960 - | 1999 FR50              | 20 de març, 1999     | Socorro              | LINEAR                           |
| 85961 - | 1999 FV51              | 20 de març, 1999     | Socorro              | LINEAR                           |
| 85962 - | 1999 FJ53              | 20 de març, 1999     | Socorro              | LINEAR                           |
| 85963 - | 1999 FD57              | 20 de març, 1999     | Socorro              | LINEAR                           |
| 85964 - | 1999 FZ57              | 20 de març, 1999     | Socorro              | LINEAR                           |
| 85965 - | 1999 FW60              | 22 de març, 1999     | Anderson Mesa        | LONEOS                           |
| 85966 - | 1999 FD62              | 22 de març, 1999     | Anderson Mesa        | LONEOS                           |
| 85967 - | 1999 GK1               | 7 d'abril, 1999      | Oizumi               | T. Kobayashi                     |
| 85968 - | 1999 GB2               | 8 d'abril, 1999      | Gekko                | T. Kagawa                        |
| 85969 - | 1999 GP2               | 8 d'abril, 1999      | Bergisch Gladbach    | W. Bickel                        |
| 85970 - | 1999 GB4               | 11 d'abril, 1999     | Wykrota              | C. Jacques                       |
| 85971 - | 1999 GW5               | 15 d'abril, 1999     | Woomera              | F. B. Zoltowski                  |
| 85972 - | 1999 GJ7               | 6 d'abril, 1999      | Anderson Mesa        | LONEOS                           |
| 85973 - | 1999 GP19              | 15 d'abril, 1999     | Socorro              | LINEAR                           |
| 85974 - | 1999 GF21              | 15 d'abril, 1999     | Socorro              | LINEAR                           |
| 85975 - | 1999 GD33              | 12 d'abril, 1999     | Socorro              | LINEAR                           |
| 85976 - | 1999 GR33              | 12 d'abril, 1999     | Socorro              | LINEAR                           |
| 85977 - | 1999 GZ42              | 12 d'abril, 1999     | Socorro              | LINEAR                           |
| 85978 - | 1999 GD45              | 12 d'abril, 1999     | Socorro              | LINEAR                           |
| 85979 - | 1999 GH59              | 12 d'abril, 1999     | Socorro              | LINEAR                           |
| 85980 - | 1999 HG3               | 20 d'abril, 1999     | Oohira               | T. Urata                         |
| 85981 - | 1999 HS3               | 18 d'abril, 1999     | Catalina             | CSS                              |
| 85982 - | 1999 HQ6               | 19 d'abril, 1999     | Kitt Peak            | Spacewatch                       |
| 85983 - | 1999 HX7               | 19 d'abril, 1999     | Kitt Peak            | Spacewatch                       |
| 85984 - | 1999 HV10              | 17 d'abril, 1999     | Socorro              | LINEAR                           |
| 85985 - | 1999 JW                | 5 de maig, 1999      | Xinglong             | BAO Schmidt CCD Asteroid Program |
| 85986 - | 1999 JX                | 6 de maig, 1999      | Xinglong             | BAO Schmidt CCD Asteroid Program |
| 85987 - | 1999 JT5               | 12 de maig, 1999     | Socorro              | LINEAR                           |
| 85988 - | 1999 JX5               | 12 de maig, 1999     | Socorro              | LINEAR                           |
| 85989 - | 1999 JD6               | 12 de maig, 1999     | Anderson Mesa        | LONEOS                           |
| 85990 - | 1999 JV6               | 13 de maig, 1999     | Socorro              | LINEAR                           |
| 85991 - | 1999 JJ16              | 15 de maig, 1999     | Kitt Peak            | Spacewatch                       |
| 85992 - | 1999 JR17              | 10 de maig, 1999     | Socorro              | LINEAR                           |
| 85993 - | 1999 JU28              | 10 de maig, 1999     | Socorro              | LINEAR                           |
| 85994 - | 1999 JV41              | 10 de maig, 1999     | Socorro              | LINEAR                           |
| 85995 - | 1999 JT56              | 10 de maig, 1999     | Socorro              | LINEAR                           |
| 85996 - | 1999 JO65              | 12 de maig, 1999     | Socorro              | LINEAR                           |
| 85997 - | 1999 JB69              | 12 de maig, 1999     | Socorro              | LINEAR                           |
| 85998 - | 1999 JH69              | 12 de maig, 1999     | Socorro              | LINEAR                           |
| 85999 - | 1999 JY72              | 12 de maig, 1999     | Socorro              | LINEAR                           |
| 86000 - | 1999 JT78              | 13 de maig, 1999     | Socorro              | LINEAR                           |